# Hungarian Animal Rights Corps
A Hungarian Animal Rights Corps (HARC) önkéntes civilekből álló állatjogi aktivista csoport, melynek elsődleges célja az állatok jogainak hiteles képviselete Magyarországon és a média figyelmének az emberiség állatokkal szembeni kegyetlen bánásmódjára való ráirányítása. Leggyakrabban közvetlen akciókat és a polgári engedetlenség békés formáit alkalmazzák céljuk elérésére, valamint közösségi gyűjtéseken keresztül támogatják a magyarországi vegán szellemiségű állatmenedékeket. A szervezet egy olyan mozgalom kiépítésén dolgozik, amely az állatok melletti kiállást és az állatjogokat helyezi előtérbe – kiemelve és élesen elkülönítve az állatjogokért való küzdelmet a növényi étrend egészségre és környezetvédelemre való hatásának kihangsúlyozásától. Tagjaik utcai megzavaró performanszok és más aktivista módszerek által igyekeznek a lehető legtöbb embernek elmondani és megmutatni a vágóhidakon lemészárolt, valamint a tej- és tojásiparban, állatkísérletekben, a szőrme- és bőriparban és a szórakoztatóiparban használt állatok sorsát, ezáltal folyamatosan a köztudatban tartani a velük szemben elkövetett kegyetlenségeket. A szervezet legfőbb célja, hogy az állatjogok témája a társadalmi párbeszéd részévé váljon és, hogy egy országos állatjogi mozgalom jöjjön létre, elősegítve az állatok kizsákmányolás alól való felszabadítását.

## Története
A HARC egy Facebook csoportból nőtte ki magát, amelyet az alapítók 2021. augusztus 11-én hoztak létre. A csoport növekedése lehetőve tette a szervezet alapítói számára, hogy kilépjenek az online térből az offline térbe a korábban meglévő tagok egy részének aktivizálásával.
A szervezet első nagyobb projektje 2022 februárjában indult, amikor egy közösségi gyűjtést szerveztek a Varbón található Malacvédő Alapítványnak – az adakozás sikerrel zárult, hiszen ennek eredményeként 652 158 Ft-ot sikerült összegyűjteni. A pénzből új házakat vettek az állatoknak, vályúkat és zöldségből, gyümölcsökből és búzakorpából álló takarmányt. A gyűjtésről interjút közölt a Marie Claire magazin „Ugyanolyan bizarr megenni egy malacot, mint egy kutyát” – címmel, ahol a szervezet aktivista csapatának vezetője, Pusztai Enikő nyilatkozott. Ugyanebben az évben alapította meg a szervezet állatjogi aktivista csoportjait Budapesten, Győrben és Debrecenben.
A HARC aktivistáinak első megzavarás-akciója a Cápák között című műsor egyik "cápájának" Moldován Andrásnak a burgerezőjében történt. Nem sokkal ezután indította el a csoport a „TELL THEM THE TRUTH” kampányt, amelynek keretein belül tiltakozásokat és tüntetéseket szerveztek a Jack's Burger, McDonald's, Kentucky Fried Chicken és Bamba Marha nevű gyorséttermek elé.
A HARC valósította meg Magyarország első állatjogi plakátkampányát. Saját tervezésű óriásplakátokat és citylightokat helyeztettek ki Győrben, Budapesten, Debrecenben és Miskolcon.
Jelentősebb médiafigyelmet először a Fonyódon megtartott „a halak is éreznek fájdalmat” című tiltakozó demonstrációval értek el. Az esemény másnapján több jobboldali sajtóorgánum is hírt adott a megmozdulásról, köztük a Pesti Srácok, a Magyar Nemzet, a Mandiner, a Hír TV, valamint a Bayer Show. Az ezt követő hónapokban, a HARC elkezdte alkalmazni a „TRAIN TO CHANGE” nevű módszert Budapesten és Debrecenben, ahol aktivisták metrókon tűnnek fel és tévéken mutatnak felvételeket vágóhidakról és állattartó telepekről. A magyar vegán szerveződések közül elsőként a HARC rendezett tüntetést a Nemzeti Vágta ellen. Megvalósították a Mirror of Change Exhibition nevű állatjogi utcai kiállítást és nyilatkoztak a Tilos Rádióban.
A HARC győri és debreceni tagszervezetei szintén elkezdtek utcai vetítéseket tartani azért, hogy felhívják a figyelmet az állatok ipari léptékű kizsákmányolására. Ennek köszönhetően a szervezet aktivistái nyilatkozhattak a Kisalföld valamint a Cívishír nyomtatott és online hasábjain. Kistamás László magyar zeneszerző és a Kontroll Csoport együttes alapítója meghívására a HARC két aktivistája előadást tartott az állatjogokról a VegAnarchia című műsorban. 2021 végén karácsonyi gyűjtést szerveztek a balmazújvárosi Mini Farm – Mini Menedéknek, ahol abban az évben hatvannyolc tyúk, huszonhat kakas, két gyöngytyúk, nyolc futókacsa, négy magyar kacsa, egy vadkacsa, nyolc pézsmaréce, tizenöt kacagó gerle, tizennyolc galamb, négy nyúl, két csincsilla, négy hörcsög, egy tengerimalac, négy kutya és húsz macska élt – a gyűjtés révén 500 242 Ft-tal tudták segíteni a menedék működését. A menedéket azóta is támogatják és szerveznek közösségi gyűjtéseket az ott élő állatoknak.
Első nagy érdeklődést kiváltó megzavaró akciójuk a 2023-as tej világnapja alkalmából történt meg, ahol három HARC-aktivista erőszakmentes demonstrációval szólalt fel a tejipar ellen és az angol Animal Rising példáját követve, tejet öntöttek egy Lidl üzlet padlójára. A megmozdulás nagy médiavisszhangot generált a magyarországi sajtóban és többek között írt róla a 444.hu, az RTL a Noizz.hu, a Mandiner és a Blikk. A tejkiöntéses akció hatására a HARC sajtószóvivőjét felkérték, hogy szólaljon meg a Balázsék című rádiós műsorban, ahol beszámolt a megmozdulás céljáról és igyekezett felhívni a figyelmet az emberi tejfogyasztással okozott állati szenvedésre.
Ugyanebben az évben Nyíregyházán a szervezethez köthető aktivisták megzavarták a helyi böllérfesztivált. Ezen kívül az ecseri, kistarcsai és csepeli böllérfesztiválokon, valamint a hódmezővásárhelyi állattenyésztési napokon is felszólaltak az állatokért.
A HARC ezt követő megmozdulása a Budapest Kolodko szobrait vette célba, amiket állatjogi üzeneteket megjelenítő táblákkal láttak el. Többek között a kutyavásárlás, lovaglás, horgászat és állatkísérletek kegyetlenségeire hívták fel a figyelmet. Az aktivisták vegán üzeneteket akasztottak Peter Falk (Columbo) és Bud Spencer szobrára is, amiről a Noizz.hu is beszámolt.
A HARC aktivistái 2023 nyarán molinókat feszítettek ki több városban: az elsőt Pécsett húsvét alkalmából, egyet pedig Budapesten a budai Váralagúton. A molinón a „VESSÜNK VÉGET AZ ÁLLAT HOLOKAUSZTNAK” szöveg volt olvasható, ami később több a csoport ellen kritikát megfogalmazó cikkben és bejegyzésben is megjelent.
2023 augusztusában a HARC Zamárdiban szervezett figyelemfelkeltő performanszt, ahol aktivisták bolti hústálcákat imitáló dobozokban fekve, művérrel leöntve hívták fel a figyelmet a húsipar áldozataira. A "humánus", "szabadtartású" és "tanyasi" címkéket kritizáló táblákat is kihelyeztek a strandon. Az akció jelentős médiavisszhangot váltott ki: több, mint harminc hírportál számolt be, köztük a Telex, a HVG, a 24.hu, a Magyar Jelen és a 444.hu, a megmozdulás továbbá a Retro Rádió Bochkor és a Spirit FM Önkényes Mérvadó című rádióműsorokban is beszélgetést indított az állatjogokról. Az akció kapcsán a szervezet aktivistái nyilatkoztak többek között a Rádió 1-ben, az RTL reggeli TV műsorában, a Pesti Srácok The Fair Right című podcastjében és a Klubrádióban is.
Performanszaikkal felszólaltak a szőrmeipar ellen a Furever nevű magyar szőrmebolt elé rendezett "temetés" keretei közt, valamint a Húsvét állati áldozatokkal járó tradíciói ellen is.
2024-ben a csoport ismét reagált a tej világnapjára, ahol egy az évben nemzetközileg egyre elterjedtebb aktivista módszert lemásolva hívták fel a figyelmet a tejipar tehenekkel való bánásmódjára. A performansz a Hősök terén került megrendezésre és hamar a legolvasottabb hírportálokon, valamit a Fókuszcsoport YouTube csatorna egy órás a veganizmusról szóló videójában is megjelent, eljuttatva az aktivisták üzenetét többszázezer magyar fogyasztóhoz.
A csoport rendszeresen csatlakozik a kanadai The Anti-Vivisection Alliance (TAVA) által indított minden évben megtartott állatkísérletek elleni nemzetközi megmozduláshoz.